# Christijan Stojanow
Christijan Stojanow (* 20. August 1998) ist ein bulgarischer Mittel- und Langstreckenläufer.

## Sportliche Laufbahn
Erste internationale Erfahrungen sammelte Christijan Stojanow im Jahr 2018, als er bei den Balkan-Meisterschaften in Stara Sagora in 8:31,79 min den sechsten Platz im 3000-Meter-Lauf belegte und über 1500 Meter nach 3:56,05 min Rang neun belegte. Im Jahr darauf nahm er an der Sommer-Universiade in Neapel teil, schied dort aber mit 1:54,22 min über 800 m und mit 3:53,39 min über 1500 m jeweils im Vorlauf aus. 
2020 wurde Stojanow bulgarischer Meister im 1500-Meter-Lauf im Freien und 2020 und 2021 siegte er über diese Distanz in der Halle.

## Persönliche Bestleistungen
- 800 Meter: 1:53,74 min, 24. Juli 2019 in Sofia
  - 800 Meter (Halle): 1:53,21 min, 31. Januar 2021 in Sofia
- 1500 Meter: 3:51,6 min, 15. Juni 2019 in Stara Sagora
  - 1500 Meter (Halle): 3:53,44 min, 6. Februar 2021 in Sofia
- 3000 Meter: 8:31,79 min, 21. Juli 2018 in Stara Sagora
  - 3000 Meter (Halle): 8:51,04 min, 4. Februar 2018 in Sofia